# Xà lách
Xà lách hay còn gọi cải bèo, cải tai bèo (danh pháp khoa học: Lactuca sativa) là loài thực vật có hoa thuộc họ Cúc được nhà thực vật L. mô tả khoa học lần đầu năm 1753. Nó thường được trồng làm rau ăn lá, đặc biệt trong món xa lát, bánh mì kẹp, hăm-bơ-gơ và nhiều món ăn khác.
Ngoài ra nó còn được gọi là rau diếp, được biết đến từ thời xa xưa vì đặc tính giải khát, tinh khiết và giúp an thần của nó. Tên của nó bắt nguồn từ loại nước trắng đục (cao su) chảy rỉ ra từ thân cây rau sau khi được cắt
Loài Lactuca sativa gồm các loại như:
- Iceburg Lettuce hay Iceberg/crisphead (Xà lách Mỹ): Lớp lá bên ngoài xanh hơn và lớp lá bên trong trắng hơn. Loại này phổ biến nhất vì có kết cấu lá giòn, mùi vị nhẹ nhàng và có nhiều nước. Nó là một nguồn chứa nhiều chất choline (một chất amin tự nhiên, C5H15NO2, thường được xếp vào loại vitamin B complex, và là thành phần của nhiều phân tử sinh học quan trọng khác, chẳng hạn như acetylcholine và lecithin).
- Romaine Lettuce hoặc Cos Lettuce (Xà lách Romaine, rau diếp): Có lá xanh đậm và dài. Nó có kết cấu lá giòn và hương vị đậm đà hơn các loại khác. Là một nguồn chứa nhiều vitamin A, C, B1 và B2, và axit folic.
- Butterhead Lettuce (Xà lách mỡ): Đây là loại xà lách có lá lớn và được sắp xếp "lỏng lẻo", và rất dễ dàng tách ra từ thân của nó. Nó có kết cấu lá mềm hơn, với hương vị ngọt ngào so với họ hàng của nó.
- Loose-leaf Lettuce (Xà lách lô lô): Như tên gọi của nó, loại này có lá sắp xếp rời rạc, có tàng lá rộng và xoăn. Nó có hương vị nhẹ và kết cấu lá hơi giòn.
- Celtuce (Rau diếp ngồng): Lá cây màu xanh, thỉnh thoảng có thể là tía, phiến lá thuôn dài và không phẳng. Lá có thể ăn sống được hoặc luộc qua. Thân thẳng có vỏ màu trắng, phần bên trong mềm, chưa nhiều dinh dưỡng, có thể ăn được thông qua luộc, nấu canh, nướng hoặc xào.

## Hình ảnh

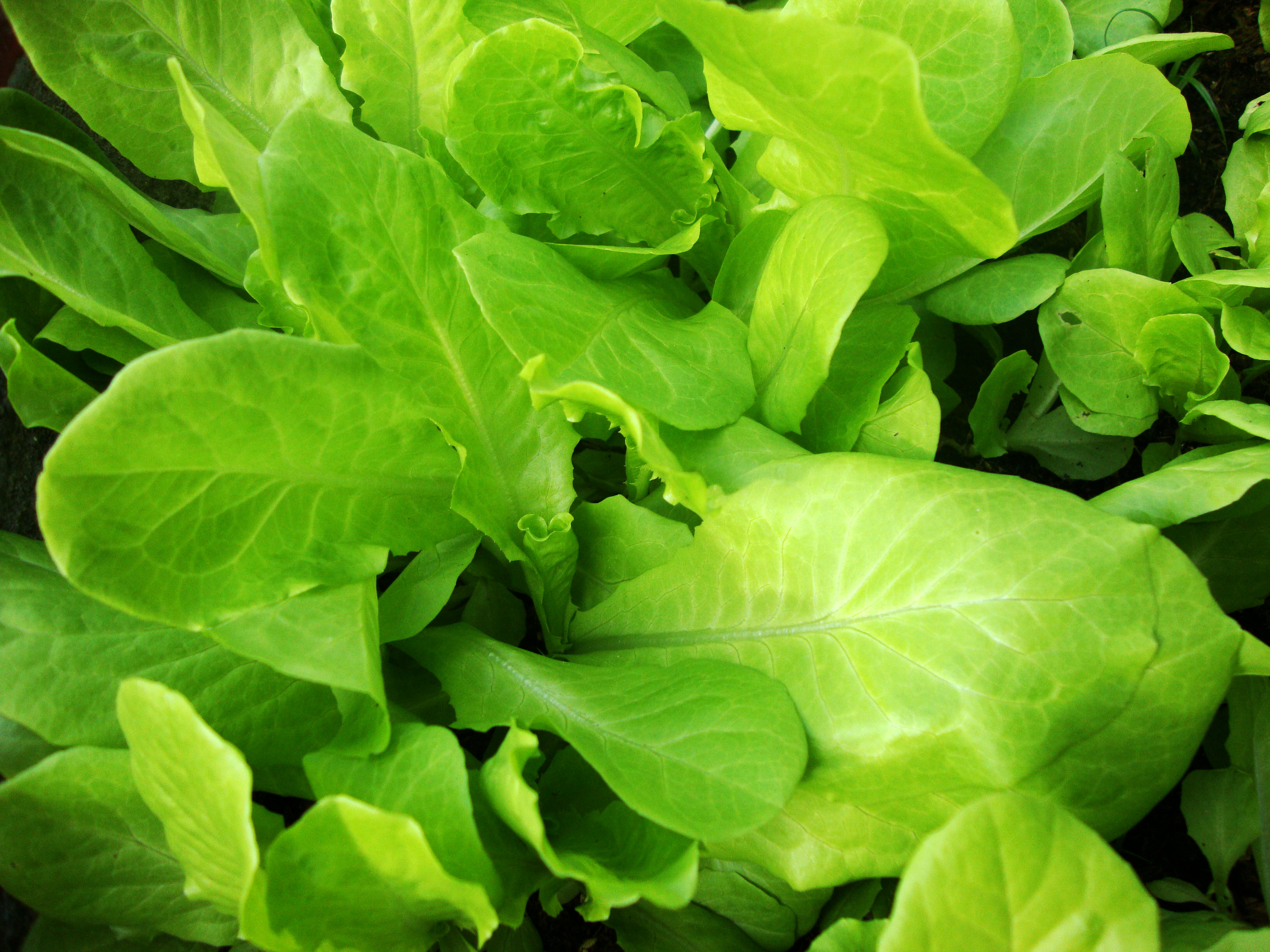
Romaine Lettuce: (Xà lách Romaine)